# Задача Ганзена
Задача Ганзена у геодезії і маркшейдерії названа іменем данського астронома і геодезиста Петера Андреаса Ганзена. Задача полягає у визначенні координат двох пунктів D і C (див. рис.) по виміряних на цих пунктах напрямах на задані пункти А і В і взаємних напрямках DC і CD. На визначуваних пунктах D і С вимірюють кути 1, 2, 3 і 4. 
Задачу вирішують у такому порядку: точку D приймають за початок умовних плоских прямокутних координат x'Dy', а напрямок DC — за позитивний напрямок осі ординат. Відстань DC умовно приймають рівною 1. Користуючись умовними координатами точок D (х' = 0 і у' = 0) і З (x's = 0, y's = 1) і виміряними кутами на цих пунктах, обчислюють за правилами прямої засічки умовні координати точок А (х'А й у'А) я В (х'В і у'В), а по них умовні дирекційні кути Т'АВ і Т'ВА. Потім по умовних дирекційних кутах знаходять у трикутнику ABD кути при точках А і В, і за правилами прямої засічки обчислюють з цього трикутника шукані координати точки D, користуючись відомими координатами точок A і В. Шукані координати точки С можуть бути обчислені з трикутників CDA, CDB і CAB. 
Правильність визначень координат контролюють завдяки додатково виміряному напряму з пункту D або С на третій відомий пункт по виміряній відстані між пунктами D і С. 